# Перчук Леонід Львович
Леонід Львович Перчук (20 листопада 1933 , Одеса  — 19 червня 2009 , Йоганнесбург ) — радянський та російський вчений-геолог, петролог, професор (1975), Заслужений діяч науки РФ (1999).

## Біографія
Народився 20 листопада 1933 року в Одесі. Батько — Лев Михайлович Перчук — рядовий солдат, пропав безвісти на Ізюм-Барвінківському напрямку в 1942 році. Мати — Раїса Михайлівна, під час війни — військовий лікар 2-го рангу в госпіталі.
У 1956 році закінчив геологічний факультет Одеського державного університету ім. І. І. Мечникова за фахом інженер геолог-гідрогеолог.
Почав працювати у Киргизькому геологічному управлінні.
У 1964—1969 роках працював в Інституті геології рудних родовищ, петрографії, мінералогії та геохімії АН СРСР
У 1963 році захистив дисертацію на здобуття наукового ступеня кандидата геолого-мінералогічних наук. Науковим керівником його дисертації був видатний вчений-петролог академік Дмитро Сергійович Коржинський.
У 1968 році захистив докторську дисертацію, а в 1975 році отримав звання професора. Заслужений професор МДУ.
Із 1969 по 1990 рік завідувач лабораторією в Інституті експериментальної мінералогії (ІЕМ) РАН, а згодом головний науковий співробітник цього інституту.
Із 1991 року очолював кафедру петрології геологічного факультету МДУ.
Помер 19 червня 2009 року в місті Йоганнесбург, ПАР. Похований на муніципальному кладовищі в місті Чорноголовка Московської області.

## Суспільно-наукова діяльність
- Дійсний член Міжнародної академії наук Вищої школи (1991—2009)
- Член Міжвідомчого петрографічного комітету (1982—2009)
- Голова робочої групи з мінеральних рівноваг Міжнародної мінералогічної асоціації (1978—2009)
- Голова робочої групи проєкту «Метаморфізм і геодинаміка» при ЮНЕСКО (1985—1990)
- Член редколегій журналів, в тому числі «Петрология», «Journal of Metamorphic Geology», «Advances in Physical Geochemistry», «Вестник МГУ»
- Засновник і науковий керівник Міжнародної школи з наук про Землю. Школа носить ім'я проф. Л. Л. Перчука
- Член комісії з експериментальної та теоретичної петрології при Міжнародному геологічному союзі (1997—2009)
- Гранти Президента Російської Федерації для державної підтримки провідних наукових шкіл Російської Федерації (2006—2007; 2008—2009)

## Наукові досягнення
- Л. Л. Перчук встановив загальний принцип перерозподілу хімічних компонентів між мінералами в залежності від температури і тиску (Державна премія СРСР). На основі сформульованого ним принципу відкрилася можливість створення цілого сімейства мінералогічних індикаторів температури, тиску і летючості флюїдних компонентів у геохімічних процесах.
- Є піонером використання зміни температури (Т) і тиску (Р) в породах (PT-тренди метаморфізму) для інтерпретації при метаморфічній еволюції порід як індикатора еволюції термодинамічної та геодинамічної еволюції порід.
- Сформулював принцип гравітаційного перерозподілу порід у земній корі при процесах глибинного метаморфізму, який дозволив пояснити широкий прояв гранулітових комплексів на поверхні Землі при відносній сталості її потужності.

Підготував понад 40 кандидатів і 6 докторів наук. Автор понад 350 наукових праць, у тому числі 17 монографій, 2 навчальних посібники та 2 довідники.

## Нагороди, премії та почесні звання
- Державна премія СРСР (1975)
- Орден «Знак Пошани» (1976)
- Медаль ВДНГ (1984)
- Дійсний член Російської академії природничих наук (1995)
- Звання «Соросівський професор» (1996)
- Медаль «У пам'ять 850-річчя Москви» (1997)
- Премія «МАИК-НАУКА» за найкращі роботи, опубліковані цим академічним видавництвом з наук про Землю (1998)
- Заслужений діяч науки РФ (1999)
- Премія МДУ імені М. В. Ломоносова (2000)
- Премія Д. С. Коржинського — премія Президії РАН (2001)
- Диплом фонду академіка В. І. Смирнова (2005)
- Звання «Почесний розвідник надр» 2008)

## Громадська діяльність

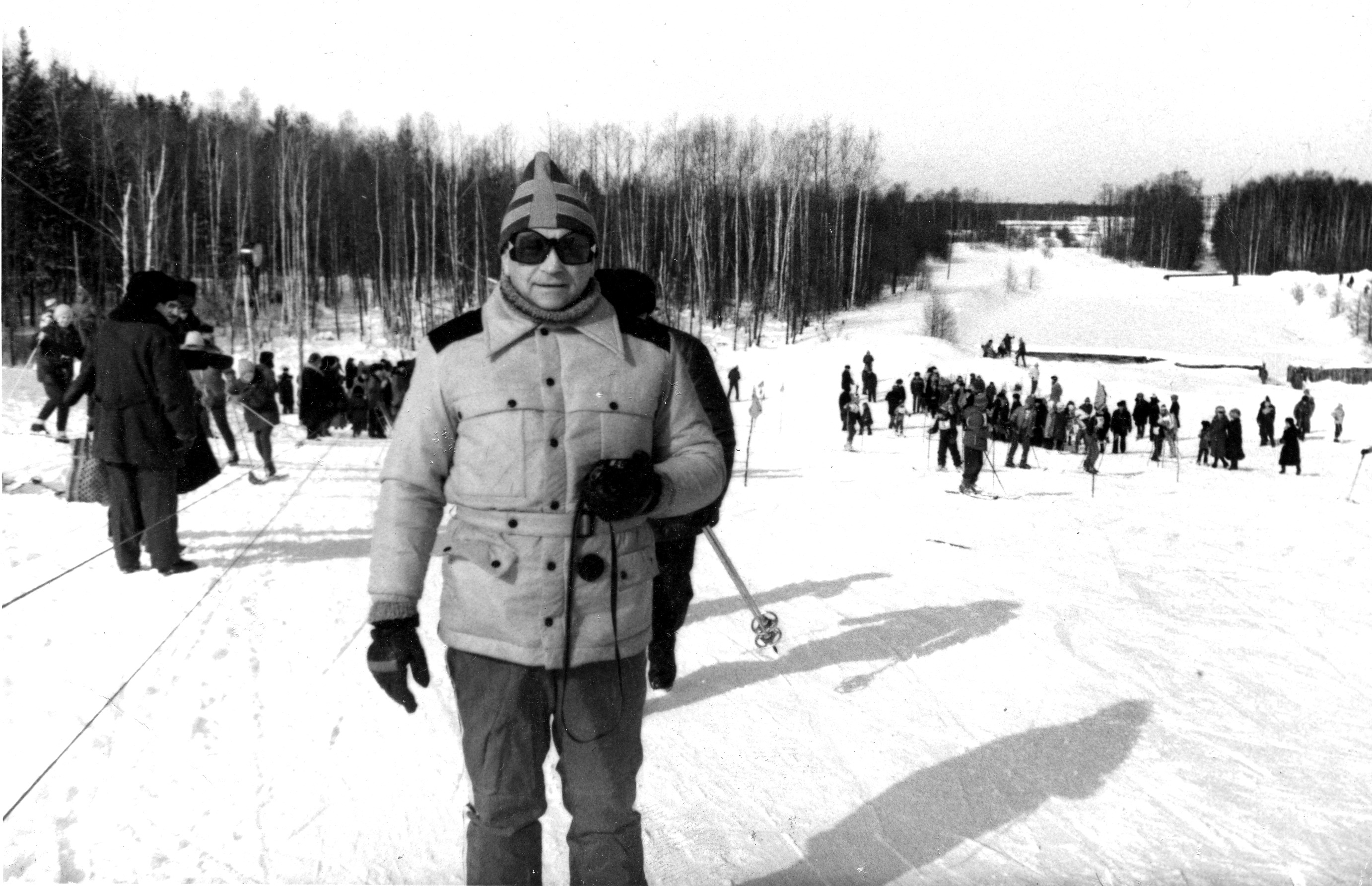
Л. Л. Перчук на змаганнях, 1978

Перший президент гірськолижного клубу в місті Чорноголовка Московської області (з 1972).
Організатор (спільно з В. Г. Черноземовою — директором Будинку вчених у Чорноголовці) дитячої гірськолижної школи в Чорноголовці (1975).
Ініціатор і співкерівник будівництва гори для заняття гірськолижним спортом у Чорноголовці (1975—1978).

## Основні публікації
У 1964—1969 роках працював у Інституті геології рудних родовищ, петрографії, мінералогії та геохімії АН СРСР.
- Перчук Л. Л. Равновесия породообразующих минералов. М.: Наука, 1970. 392 с.
- Перчук Л. Л. Термодинамический режим глубинного петрогенеза. М.: Наука, 1973. 318 с.
- Перчук Л. Л. Магматизм, метаморфизм и геодинамика. М.: Наука, 1993, 200 с.
- Перчук Л. Л., Лаврентьева И. В., Аранович Л. Я., Подлесский К. К. Биотит-гранат-кордиеритовые равновесия и эволюция метаморфизма. М.: Наука, 1983. 197 с.

Наукові статті
1. Перчук Л. Л. Парагенезис нефелина со щелочным полевым шпатом как показатель термодинамических условий минерального равновесия // Доклады АН СССР. 1965. Т.161. Т. 4. С.132-135.
2. Перчук Л. Л. Биотит-гранатовый геотермометр // Доклады АН СССР. 1967. Т.177, Т. 2. С.111-114.
3. Перчук Л. Л. Термодинамический режим метаморфизма // Известия АН СССР. Серия геологическая. 1972. 12. С.46-60.
4. Лаврентьева И. В., Перчук Л. Л. Кордиерит-гранатовый термометр // Доклады АН СССР. 1981. Т. 259, № 3. С. 697—700.
5. Perchuk, L.L., Gas-mineral equilibria and possible geochemical model of the Earth's interior, Phys. Earth Planet. Inter., 1976, vol. 13, pp. 232–239.
6. Perchuk, L.L., Thermodynamic control of metamorphic processes, in Energetics of Geological Processes, Saxena, S.K. and Bhattacharji, S., Eds., New York: Springer, 1977.
7. Perchuk, L.L., Studies of volcanic series related to the origin of some marginal sea floors, in Magmatic Processes: Physicochemical Principles, Geochem. Soc. Sp. Publ., Mysen, B.O., Ed., 1987, vol. 1, pp. 209–320.
8. Perchuk, L.L., P-T-fluid regimes of metamorphism and related magmatism with specific reference to the Baikal Lake granulites, in Evolution of Metamorphic Belts, Daly, S., Yardley, D.W.D., and Cliff, B., Eds., Geol. Soc. London, Sp. Publ., 1989, vol. 2, no. 2, pp. 275–291.
9. Perchuk, L.L. and Aranovich, L.Ya., Thermodynamics of minerals of variable compositions: andradite-grossularite and pistacite-zoisite solid solutions, Phys. Chem. Mineral., 1979, vol. 5, pp. 1–14.
10. Perchuk, L.L. and Aranovich, L.Ya., The thermodynamic regime of metamorphism in the ancient subduction zones, Contrib. Mineral. Petrol., 1980, vol. 75, pp. 407–414.
11. Perchuk, L.L. and Gerya, T.V., Fluid control of charnockitization, Chem. Geol., 1993, vol. 108, nos. 1-4, pp. 175–186.
12. Perchuk, L.L. and Kushiro, I., Thermodynamics of the liquidus in the system diopside-water: a review, in Advances in Physical Geochemistry, New York: Springer, 1991, vol. 3, pp. 249–267.
13. Perchuk, L.L. and Lavrent'eva, I.V., Experimental investigation of exchange equilibria in the system cordierite-garnet-biotite, in Advances in Physical Geochemistry, New York: Springer, 1983, vol. 3, pp. 199–239.
14. Perchuk, L.L. and Ryabchikov, I.D., Mineral equilibria in the system nepheline-alkali feldspar-plagioclase and their petrological significance, J. Petrol., 1968, vol. 9, pp. 123–167.
15. Perchuk, L.L., Podlesskii, K.K., and Aranovich, L.Ya., Calculation of thermodynamics of end-member minerals from natural paragenesis, in Advances in Physical Geochemistry, New York: Springer, 1981, vol. 1, pp. 111–130.
16. Perchuk, L.L., Aranovich, L.Ya., Podlesskii, K.K., Lavrent'eva, I.V., Gerasimov, V.Yu., Fed'kin, V.V., Kitsul, V.N., and Karsakov, L.P., Precambrian granulites of the Aldan Shield, Eastern Siberia, USSR, J. Metamorph. Geol., 1985, vol. 3, pp. 265–310.
17. Perchuk, L.L., Gerya, T.V., and Nozhkin, A.D., Petrology and retrogression in granulites of the Kanskiy Formation, Yenisey Range, Eastern Siberia, J. Metamorph. Geol., 1989, vol. 7, pp. 599–617.
18. Perchuk, L.L., Podlesskii, K.K., and Aranovich, L.Y., Thermodynamics of some framework silicates and their equilibria: application to geothermobarometry, in Progress in Metamorphic and Magmatic Petrology, Perchuk, L.L., Ed., Cambridge University Press, 1991, pp. 131–164.
19. Perchuk, L.L., Podladchikov, Yu.Yu., and Polyakov, A.N., Geodynamic modeling of some metamorphic processes, J. Metamorph. Geol., 1992, vol. 10, pp. 311–318.
20. Perchuk, L.L., Gerya, T.V., Van Reenen, D.D., Smit, C.A., and Krotov, A.V., P-T paths and tectonic evolution of shear zones separating high-grade terrains from cratons: examples from Kola Peninsula (Russia) and Limpopo region (South Africa), Mineral. Petrol., 2000b, vol. 69, pp. 109–142.
21. Perchuk, L.L., Safonov, O.G., Gerya, T.V., Fu, B., and Harlov, D.E., Mobility of components in metasomatic transformation and partial melting of gneiss's: an example from Sri Lanka, Contrib. Mineral. Petrol., 2000, vol. 140, pp. 212–232.
22. Perchuk, L.L., Gerya, T.V., van Reenen, D.D., and Smit, C.A., Formation and dynamics of granulite complexes within cratons, Gondwana Res., 2001, vol. 4, no. 4, pp. 729–732.
23. Perchuk, L.L., Safonov, O.G., Yapaskurt, V.O., and Barton, J.M., Jr. Crystal-melt equilibria involving potassium-bearing clinopyroxene as indicator of mantle-derived ultrahigh-potassic liquids: an analytical review, Lithos, 2002, vol. 60, nos. 3-4, pp. 89–112.
24. Perchuk, L.L., Safonov, O.G., Yapaskurt, V.O., and Barton, Jr., J.M., K-feldspar in clinopyroxene from Grt-Cpx silicate rocks of the Kokchetav Massif, Lithos, 2003, vol. 68, pp. 121–130.
25. Perchuk, L.L., Van Reenen, D.D., Varlamov, D.A., van Kal, S.M., and Boshoff, R., P-T record of two high-grade metamorphic events in the central zone of the Limpopo Complex, South Africa, Lithos, 2008, vol. 103, nos. 1-2, pp. 70–105.